# The Heart of the Ballad
| Recensione | Giudizio |
| ---------- | -------- |
| AllMusic   |          |

The Heart of the Ballad è un album di Chet Baker ed Enrico Pieranunzi, pubblicato dalla Philology Records nel marzo 1988.
Si tratta della penultima incisione in studio del grande trombettista jazz statunitense.

## Tracce

### LP
Lato A
1. My Old Flame – 5:48 (testo: Sam Coslow – musica: Arthur Johnston)
2. The Thrill Is Gone – 3:16 (testo: Lew Brown – musica: Ray Henderson)
3. Here's That Rainy Day – 5:56 (testo: Johnny Burke – musica: Jimmy Van Heusen)
4. If You Could See Me Now – 3:25 (musica: Tadd Dameron)

Lato B
1. All the Way  – 7:01 (testo: Sammy Cahn – musica: Jimmy Van Heusen)
2. But Beautiful – 8:09 (testo: Johnny Burke – musica: Jimmy Van Heusen)
3. Darn That Dream – 5:56 (testo: Eddie DeLange – musica: Jimmy Van Heusen)

### CD
Edizione CD del 1988, pubblicato dalla Philology Records (W20.2)
1. But Beautiful – 4:04 (testo: Johnny Burke – musica: Jimmy Van Heusen) – Traccia bonus, 1st take
2. But Beautiful – 9:48 (testo: Johnny Burke – musica: Jimmy Van Heusen) – Traccia bonus, 2nd take
3. But Beautiful – 4:58 (testo: Johnny Burke – musica: Jimmy Van Heusen) – Traccia bonus, 3rd take
4. My Old Flame – 5:49 (testo: Sam Coslow – musica: Arthur Johnston)
5. The Thrill Is Gone – 3:19 (testo: Lew Brown – musica: Ray Henderson)
6. Here's That Rainy Day – 5:56 (testo: Johnny Burke – musica: Jimmy Van Heusen)
7. If You Could See Me Now – 3:30 (musica: Tadd Dameron)
8. All the Way – 7:02 (testo: Sammy Cahn – musica: Jimmy Van Heusen)
9. But Beautiful – 8:08 (testo: Johnny Burke – musica: Jimmy Van Heusen)
10. Darn That Dream – 5:57 (testo: Eddie DeLange – musica: Jimmy Van Heusen)

## Formazione
- Chet Baker – voce, tromba
- Enrico Pieranunzi – pianoforte

Note aggiuntive
- Paolo Piangiarelli – produttore (Blue Star S.a.s.)
- Registrazioni effettuate il 29 febbraio 1988 al "Malleus Studio" di Recanati
- Carlo Pieroni – foto copertina album originale
- Maria Virginia Piangiarelli – grafica copertina album originale[4] [5]